# Jagdschloss Neudeck

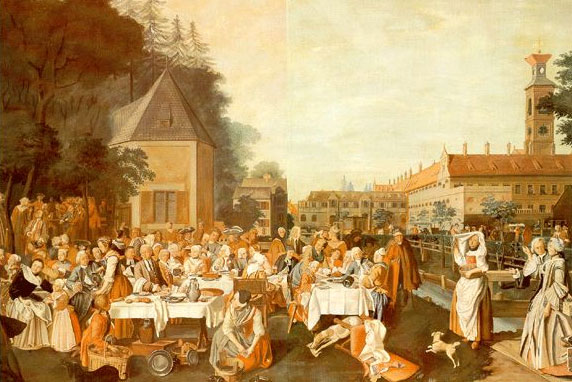
Peter Jakob Horemans: Der Neudecker Garten in der Au in München (1747)

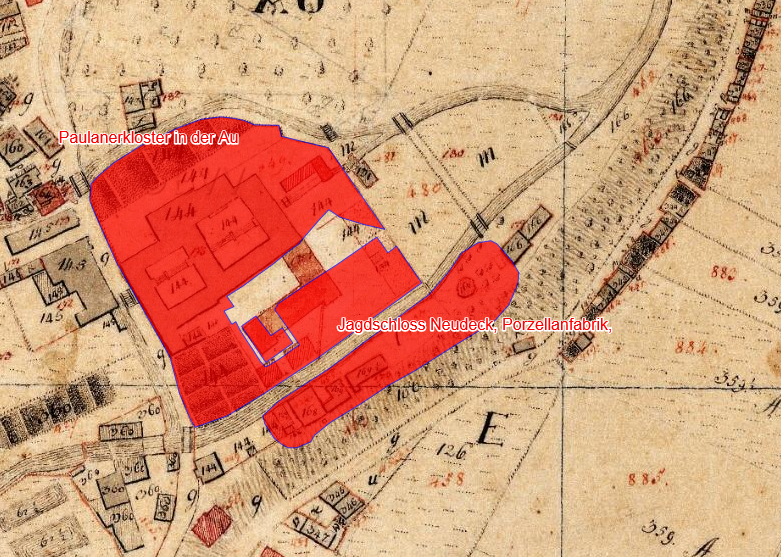
Lageplan von Jagdschloss Neudeck auf dem Urkataster von Bayern

Das Jagdschloss Neudeck in München war ein Schloss der Wittelsbacher in der Münchener Au.

## Geschichte
Das Jagdschloss in „Neudeck ob der Au“ wurde um 1511 unter Herzog Wilhelm IV. erbaut. Herzog Albrecht V. ließ das Schloss erweitern und einen Lustgarten errichten. Teile der Liegenschaften übergab Herzog Wilhelm V. dem 1623 gegründeten Paulanerkloster in der Au. Nach dem Tod des Herzogs Wilhelm V. 1626 und noch mehr durch den Neubau des Schlosses Nymphenburg verlor Neudeck seine Bedeutung als höfische Sommerresidenz. Die Kurfürstliche Porzellanfabrik, die 1747 im Schloss Neudeck eingerichtet worden war, zog schon 1761 nach Nymphenburg um. Das dem Schloss benachbarte Kloster diente nach der Säkularisation zunächst als Militärhospital, später als Gefängnis (Justizvollzugsanstalt Neudeck). Die Klosterkirche wurde profaniert und 1902 abgebrochen. Ein Teil der ehemaligen Klostergebäude ist erhalten. In ihnen ist heute das Landratsamt München untergebracht. Das Schloss Neudeck selbst wurde nach 1905 abgerissen.